# Ruellia herzogii
Ruellia herzogii är en akantusväxtart som beskrevs av Gustav Lindau. Ruellia herzogii ingår i släktet Ruellia och familjen akantusväxter. Inga underarter finns listade i Catalogue of Life.